# Гершайд (Рейнланд-Пфальц)
Гершайд (нім. Hörscheid) — громада в Німеччині, розташована в землі Рейнланд-Пфальц. Входить до складу району Вульканайфель. Складова частина об'єднання громад Даун.
Площа — 4,04 км2. Населення становить 120 ос. (станом на 31 грудня 2020).